# كازوما هوري
كازوما هوري (باليابانية: 堀江 一眞) مواليد 23 يوليو 1976 في طوكيو، هو مؤدي أصوات ياباني.

## الأعمال

### أنمي
- إلفن ليد
- كيبا
- كليمور
- فايري تايل

## وصلات خارجية
- كازوما هوري على موقع IMDb (الإنجليزية)
- كازوما هوري على موقع ميوزك برينز (الإنجليزية)
- كازوما هوري على موقع قاعدة بيانات الفيلم (الإنجليزية)
- كازوما هوري على موقع كينوبويسك (الروسية)
- كازوما هوري على موقع ANN person (الإنجليزية)